# Rhodostrophia rueckbeili
Rhodostrophia rueckbeili là một loài bướm đêm trong họ Geometridae.